# Кішково (Великопольське воєводство)
Кішково (пол. Kiszkowo, нім. Welnau) — село в Польщі, у гміні Кішково Гнезненського повіту Великопольського воєводства.
Населення — 1204 особи (2011).
У 1975-1998 роках село належало до Познанського воєводства.

## Демографія
Демографічна структура станом на 31 березня 2011 року:
|          | Загалом | Допрацездатний вік | Працездатний вік | Постпрацездатний вік |
| -------- | ------- | ------------------ | ---------------- | -------------------- |
| Чоловіки | 610     | 128                | 437              | 45                   |
| Жінки    | 594     | 108                | 365              | 121                  |
| Разом    | 1204    | 236                | 802              | 166                  |